# Ère Genkō (première)
Pour les articles homonymes, voir Ère Genkō.

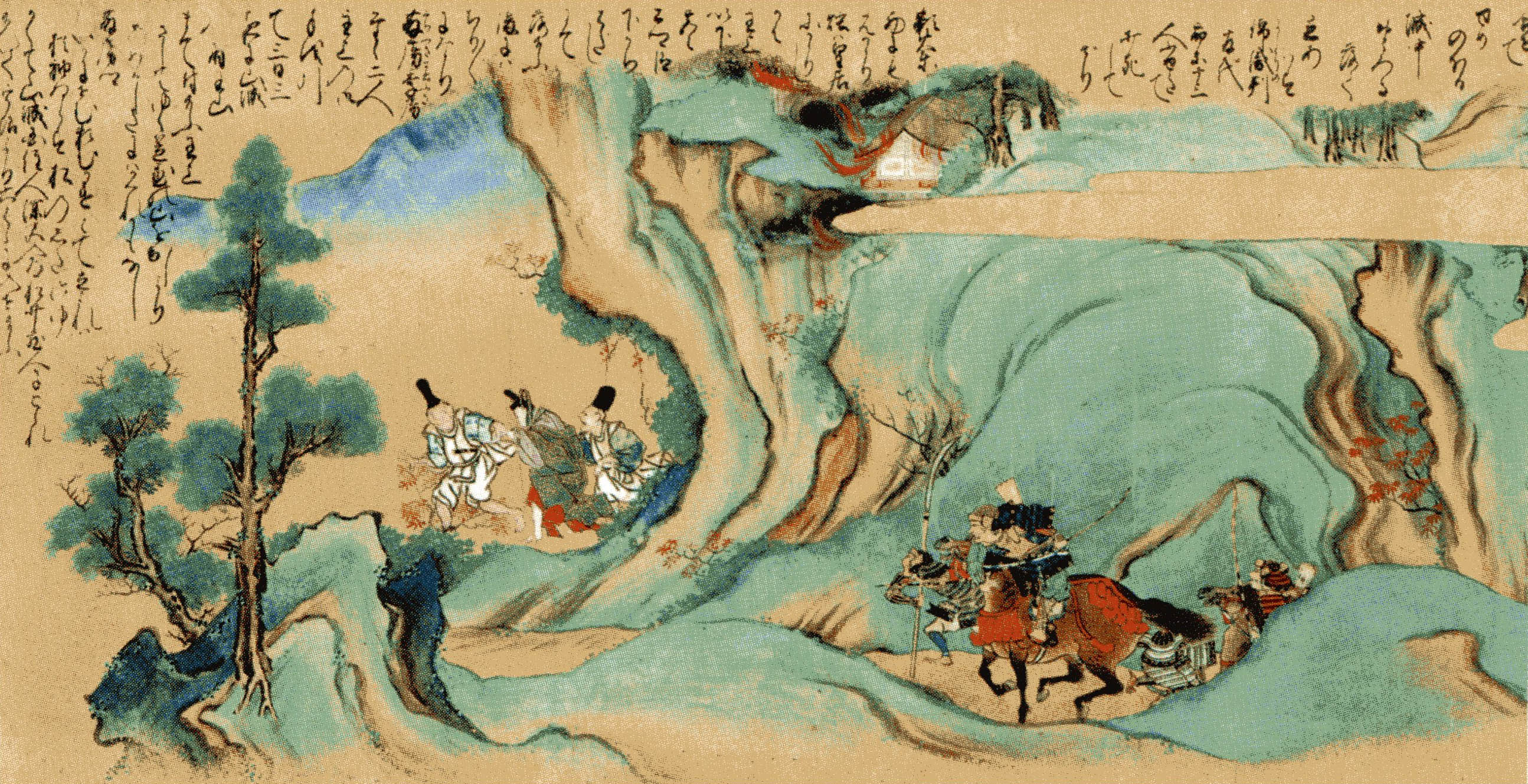
Empereur Go-Daigo

L'ère Genkō (元亨) est une des ères du Japon (年号, nengō, lit. « nom de l'année ») après l'ère Gen'ō et avant l'ère Shōchū. Cette ère couvre la période allant du mois de février 1321 au mois de décembre 1324. L'empereur régnant est Go-Daigo-tennō (後醍醐天皇).

## Changement d'ère
- 1321 Genkō gannen (元亨元年?): Le nom de la nouvelle ère est créé pour marquer l'accession au trône de l'empereur Go-Daigo et le commencement de son règne. L'ère précédente se termine là où commence la nouvelle, en  Gen'ō 3.

## Événements de l'ère Genkō
- 1321 (Genkō 1, 2e mois) : Mort de l'udaijin Fujiwara-no Saionji Kinakira[5].
- 1321 (Genkō 1, 4e mois) : L'ancien empereur Go-Uda ordonne la construction d'une petite chapelle au temple de Daikaku-ji où il vit retiré[5].
- 1321 (Genkō 1, 5e mois) : L'empereur visite Dikaku-ji pour voir cette nouvelle chapelle pour lui-même[5].
- 1321 (Genkō 1, 6e mois) : Mort de Hōjō Kanetoki (北条兼時?), l'homme fort du shogunat à Kyūshū (appelé le Chinzei-tandai (鎮西探題?))[5].
- 1321 (Genkō 1, 12e mois) : Hōjō Norisada, daimyo de la province de Suruga et proche de Hōjō Takitoki, le shikken du shogunat, est nommé gouverneur de Kyoto à Rokuhara et Hōjō Hidetoki gouverneur militaire de Kyūshū[5].
- 1322 (Genkō 2,1re mois) : L'empereur rend visite à l'ancien empereur Go-Uda à Daikau-ji et il est diverti d'un concert musical[6].
- 1322 (Genkō 2,1re mois) : Saionji Sanekane meurt à l'âge de 74 ans[6].
- 1322 (Genkō 3, 3e mois) : Ichijō Uchitsune perd sa place de régent kampaku et Kujō Fusazane lui succède[6].

| Genkō     | 1re  | 2e   | 3e   | 4e   |
| Grégorien | 1321 | 1322 | 1323 | 1324 |